# 大杉勝男

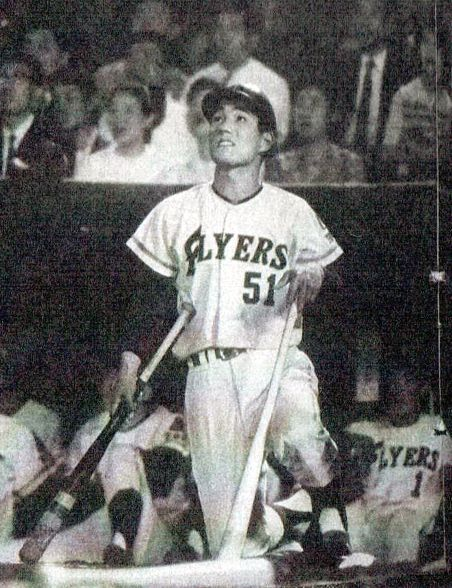

大杉勝男（1945年3月5日—1992年4月30日）為日本的棒球選手，出生於岡山県勝田郡奈義町。他曾效力於日本職棒東京養樂多燕子等，1983年退休，生涯通算486支全壘打。

## 外部連結
- 大杉 勝男（日本プロ野球名球会より）